# Алеш Чех
Алеш Чех (Марибор, 7. април 1968) је бивши словеначки професионални фудбалер који је играо на позицији везног играча. Представљао је своју земљу на два велика турнира за која су се квалификовали, Европском првенству 2000. и Светском првенству 2002.

## Играчка каријера

### Клубови
Чех је играо за омладински тим Слована, а касније и за градског ривала Олимпију. Године 1992. прелази у аустријског друголигаша Грацер АК. Својом сталном игром на средини терена помогао је тиму да се врати у врх 1995. године. Након освајања Купа Аустрије и Аустријског Суперкупа 2000. и 2002. године, напустио је ГАК у лето 2003. и потписао за Марибор до зиме 2004, када је отишао назад у Аустрију, овог пута у ЛАСК Линц.
Након тога се вратио у Олимпију из Љубљане. Повукао се из фудбала после сезоне 2008/09. и радио је у клубу прво као тренер омладинаца, а касније као помоћник менаџера Душана Косича. У јуну 2011. преузео је позицију менаџера у Гразер АК.

### Репрезентација
Чех је дебитовао за Словенију на пријатељској утакмици у јуну 1992. у гостима против Естоније. За репрезентацију је одиграо укупно 74 утакмице и постигао 1 гол. Био је учесник УЕФА Еуро 2000 и Светског првенства 2002. Његова последња интернационална утакмица је била током СП 2002. против Парагваја.

## Успеси

### Играчки
Олимпија
- Првенство Словеније: шампион 1991–92.

 Гак
- Куп Аустрије: победник 1999–00.
- Суперкуп Аустрије: победник 2000, 2002

Марибор
- Куп Словеније: првак 2003–04.